# Yukarıkırlı (Yeşilova)
Yukarıkırlı est un village situé dans le district de Yeşilova de la province de Burdur en Turquie.

## Histoire
Fondé par des Yörük (nomades turcs), le village de Kırlı est l'un des villages les plus anciens de la région. Auparavant rattaché au district d'Acıpayam (province de Denizli), le village est rattaché à Yeşilova depuis 1936, district de la province de Burdur. Après des disputes entre les villageois, le village est scindé en deux pour former les villages de Yukarıkırlı et d'Aşağıkırlı.

## Géographie
Entouré par les villages de Bayındır et d'Aşağıkırlı. Le village est situé à 80 km de Burdur et de Denizli. Le village est aussi à une vingtaine de kilomètres de l'aéroport de Çardak.

## Climat
Le climat régnant est le climat méditerranéen.

## Population
La population du village a fortement chuté au fil des années. Dans les années 1960, avec les premiers travailleurs qui ont émigré vers l'Europe (notamment l'Allemagne, la France et les Pays-Bas), la population a diminué faiblement. Une deuxième vague de population a quitté le village dans les années 1980, pour un exode rural vers des grandes villes de la région, le plus souvent vers la ville de Denizli. Au fil des années, cet exode rural a fortement progressé, qui a causé la perte d'une grande partie de la population du village.
| Population du village au fil des années | Population du village au fil des années |
| --------------------------------------- | --------------------------------------- |
| 2007                                    |                                         |
| 2000                                    | 141                                     |
| 1997                                    | 133                                     |

## Économie
L'économie du village est basé sur l'agriculture et l'élevage.

## Politique et administration
Le maire du village est Abdurahman Özen depuis 2004.